# Chiuditi sesamo (film)
Chiuditi sesamo (Ali Baba Bunny) è un film del 1957 diretto da Chuck Jones. È un cortometraggio animato della serie Merrie Melodies, prodotto dalla Warner Bros. e uscito negli Stati Uniti il 9 febbraio 1957. Ha come protagonisti Bugs Bunny e Daffy Duck, e nel 1994 è stato votato 35° nella lista The 50 Greatest Cartoons da membri del campo dell'animazione.
Il corto è stato inserito in due dei film raccolta dei Looney Tunes: Super Bunny in orbita! (1979) e Le 1001 favole di Bugs Bunny (1982). Nel secondo di questi è stata censurata la scena in cui Hassan taglia in due il cappello di Daffy con una spada.

## Trama
Un sultano pronuncia "chiuditi sesamo" per far chiudere l'apertura della grotta del tesoro e ordina alla guardia Hassan di custodirla, quindi se ne va.
Bugs Bunny e Daffy Duck intanto, cercando di raggiungere Pismo Beach, si ritrovano dentro la grotta. Mentre Bugs cerca di capire la strada da fare per arrivare a destinazione, Daffy scorge il tesoro e tenta di impossessarsene una parte, ma viene bloccato da Hassan, il quale è riuscito ad aprire l'ingresso e inizia ad attaccarlo. Daffy fugge in preda al terrore e cerca invano di corrompere Bugs con un diamante. Quando Hassan arriva, Bugs si spaccia per un genio in una bottiglia e afferma di poter esaudire ogni desiderio dell'uomo purché egli lo liberi. Hassan estrae Bugs dalla bottiglia ed esprime il desiderio di diventare il proprietario del tesoro; il coniglio allora dichiara che il tesoro è ora di proprietà della guardia.
Bugs esce dalla grotta e viene raggiunto da Daffy, che tiene un diamante tra le zampe ed è inseguito dall'infuriato Hassan. Bugs, supplicato da Daffy, mette in salvo l'anatra, facendo salire Hassan su una corda e facendola sparire quando la guardia ha raggiunto il cielo.
Mentre Daffy svuota la grotta del tesoro, scorge una vecchia lampada e la strofina, facendo fuoriuscire un genio. Daffy però pensa che il genio voglia il tesoro e procede a calpestarlo per farlo tornare nella lampada. Il genio furioso erutta dalla lampada e, dopo aver dichiarato che Daffy subirà le conseguenze, gli scatena contro un incantesimo.
Tempo dopo, Bugs è a Pismo Beach e, mentre sta facendo una scorpacciata di ostriche, trova all'interno di una di esse una perla. In quel momento Daffy, ridotto a pochi centimetri di altezza, arriva sul posto con lo scopo di appropriarsi della perla. Bugs allora pronuncia "chiuditi sesamo" e il mollusco si chiude sull'avida anatra.

## Commento
(Chuck Jones)

## Distribuzione
Esistono due doppiaggi. Il primo venne effettuato per la televisione nel 1979 dalla Mops Film e diretto da Willy Moser. Il secondo, invece, venne effettuato nel 1999 presso la Time Out Cin.ca per il film Super Bunny in orbita! e poi riutilizzato anche per il cortometraggio singolo.

## Edizioni home video

### VHS
Il cortometraggio è incluso nella VHS Bugs Bunny: 3 in lingua originale.

### DVD
Il cortometraggio è incluso nel DVD I tuoi amici a cartoni animati! - Daffy Duck.